# Надьова, Генриета
Генриета Надьова (словац. Henrieta Nagyová; родилась 15 декабря 1978 года, Нове-Замки, Чехословакия) — словацкая теннисистка; победительница 13 турниров WTA (из них девять в одиночном разряде); победительница одного юниорского турнира Большого шлема в парном разряде (Открытый чемпионат Франции-1994).

## Общая биография
Отец Генриеты — Ото по профессии инженер; мать — Вьера — инженер-химик; старший брат Роман также увлекается теннисом.

## Спортивная карьера
На юниорском этапе карьеры Надьова смогла выиграть Открытый чемпионат Франции в парном разряде среди девушек, сыграв в дуэте со знаменитой в будущем теннисисткой Мартиной Хингис. В 1995 году в возрасте 16 лет она дебютировала в сборной Словакии в розыгрыше Кубка Федерации. В сборную Надьова привлекалась регулярно на протяжении карьеры, сыграв последний матч в 2004 году. Всего она провела 24 матча (из них 20 в одиночном разряде) и выиграла 18 игр (из них 15 в одиночках). Дебют на взрослом турнире серии Большого шлема состоялся в мае 1996 года — на Открытом чемпионате Франции. Надьова трижды выходила в четвёртый раунд Больших шлемов в одиночном разряде: в 1998 году в Австралии и Франции и в 2001 году также во Франции. В парном разряде на Больших шлемах с 2001 по 2003 год ей трижды удалось доиграть до четвертьфинала. На Олимпиаде она сыграла один раз в 2000 году, когда она прошла в Сиднее и проиграла в первом же раунде победительнице той Олимпиады — Винус Уильямс.
Первый титул в карьере на турнирах WTA-туре Надьова взяла в сентябре 1996 года, выиграв соревнования 3-й категории в Варшаве (Польша). В целом за спортивную карьеру она смогла выиграть девять одиночных титулов и четыре парных в основном туре. Она побеждала на некрупных соревнованиях, которые не превышали статус 3-й категории. Максимального рейтинга словацкая теннисистка достигла в 2001 году, когда в сентябре поднялась на 21-е место. В парном рейтинге в 2002 году она смогла на время занять 37-е место.
Профессиональную карьеру Надьова завершила в 2006 году, а в 2011 году сыграла несколько небольших турниров в паре.

## Итоговое место в рейтинге WTA по годам
| Год  | Одиночный рейтинг | Парный рейтинг |
| 2006 | 201               | 235            |
| 2005 | 163               | 164            |
| 2004 | 154               | 102            |
| 2003 | 91                | 58             |
| 2002 | 59                | 52             |
| 2001 | 25                | 53             |
| 2000 | 41                | 110            |
| 1999 | 34                | 120            |
| 1998 | 28                | 172            |
| 1997 | 35                | 70             |
| 1996 | 37                | 122            |
| 1995 | 137               | 95             |
| 1994 | 379               | 431            |

## Выступления на турнирах

### Финалы турнировWTAв одиночном разряде (14)

#### Победы (9)
| Легенда:                    |
| --------------------------- |
| Турниры Большого шлема (0*) |
| Олимпиада (0)               |
| Итоговый турнир WTA (0)     |
| 1-я категория (0)           |
| 2-я категория (0)           |
| 3-я категория (2+2)         |
| 4-я категория (6+1)         |
| 5-я категория (1+1)         |

| Титулы по покрытиям | Титулы по месту проведения матчей турнира |
| ------------------- | ----------------------------------------- |
| Хард (4+2*)         | Зал (1+1)                                 |
| Грунт (4+2)         | Зал (1+1)                                 |
| Трава (0)           | Открытый воздух (8+3)                     |
| Ковёр (1)           | Открытый воздух (8+3)                     |

* количество побед в одиночном разряде + количество побед в парном разряде.
| №  | Дата             | Турнир                 | Покрытие | Соперница в финале  | Счёт           |
| 1. | 22 сентября 1996 | Варшава, Польша        | Грунт    | Барбара Паулюс      | 3-6 6-2 6-1    |
| 2. | 23 ноября 1997   | Паттайя, Таиланд       | Хард     | Доминик ван Рост    | 7-5 6-7(6) 7-5 |
| 3. | 2 августа 1998   | Сопот, Польша          | Грунт    | Елена Пампулова     | 6-3 5-7 6-1    |
| 4. | 9 августа 1998   | Стамбул, Турция        | Хард     | Ольга Барабанщикова | 6-4 3-6 7-6(9) |
| 5. | 14 февраля 1999  | Простеёв, Чехия        | Ковёр(i) | Сильвия Фарина      | 7-6(2) 6-4     |
| 6. | 14 мая 2000      | Варшава, Польша (2)    | Грунт    | Аманда Хопманс      | 2-6 6-4 7-5    |
| 7. | 16 июля 2000     | Палермо, Италия        | Грунт    | Павлина Нола        | 6-3 7-5        |
| 8. | 12 ноября 2000   | Куала-Лумпур, Малайзия | Хард     | Ива Майоли          | 6-4 6-2        |
| 9. | 9 ноября 2003    | Паттайя, Таиланд (2)   | Хард     | Любомира Курхайцова | 6-4 6-2        |

#### Поражения (5)
| №  | Дата           | Турнир                  | Покрытие | Соперница в финале | Счёт            |
| 1. | 27 июля 1997   | Варшава, Польша         | Грунт    | Барбара Паулюс     | 4-6 4-6         |
| 2. | 4 августа 1997 | Мариа-Ланковиц, Австрия | Грунт    | Барбара Шетт       | 6-3 2-6 3-6     |
| 3. | 11 ноября 2001 | Паттайя, Таиланд        | Хард     | Патти Шнидер       | 0-6 4-6         |
| 4. | 12 мая 2002    | Варшава, Польша (2)     | Грунт    | Елена Бовина       | 3-6 1-6         |
| 5. | 27 июля 2002   | Сопот, Польша           | Грунт    | Динара Сафина      | 3-6 0-4 — отказ |

### Финалы турнировWTAв парном разряде (10)

#### Победы (4)
| №  | Дата            | Турнир                 | Покрытие | Партнёрша       | Соперницы в финале                | Счёт       |
| 1. | 4 мая 1997      | Бол, Хорватия          | Грунт    | Лаура Монтальво | Мария Хосе Гайдано Марион Маруска | 6-3 6-1    |
| 2. | 12 ноября 2000  | Куала-Лумпур, Малайзия | Хард     | Сильвия Плишке  | Ванесса Уэбб Лизель Хубер         | 6-4 7-6(4) |
| 3. | 12 мая 2002     | Варшава, Польша        | Грунт    | Елена Костанич  | Евгения Куликовская Сильвия Талая | 6-1 6-1    |
| 4. | 20 октября 2002 | Братислава, Словакия   | Хард(i)  | Мая Матевжич    | Натали Деши Мейлен Ту             | 6-4 6-0    |

#### Поражения (6)
| №  | Дата             | Турнир                 | Покрытие | Партнёрша           | Соперницы в финале                            | Счёт        |
| 1. | 17 сентября 1995 | Варшава, Польша        | Грунт    | Дениза Шабова       | Лаура Гарроне Сандра Чеккини                  | 7-5 2-6 3-6 |
| 2. | 5 января 2002    | Окленд, Новая Зеландия | Хард     | Квета Грдличкова    | Николь Арендт Лизель Хубер                    | 5-7 4-6     |
| 3. | 5 мая 2002       | Бол, Хорватия          | Грунт    | Елена Бовина        | Анжелик Виджайя Татьяна Гарбин                | 5-7 6-3 4-6 |
| 4. | 6 апреля 2003    | Касабланка, Марокко    | Грунт    | Елена Татаркова     | Хисела Дулко Мария-Эмилия Салерни             | 3-6 4-6     |
| 5. | 25 июля 2004     | Палермо, Италия        | Грунт    | Любомира Курхайцова | Анабель Медина Гарригес Аранча Санчес Викарио | 3-6 6-7(4)  |
| 6. | 1 мая 2005       | Оэйраш, Португалия     | Грунт    | Михаэлла Крайчек    | Ли Тин Сунь Тяньтянь                          | 3-6 1-6     |